# Amk
Amk (o al-Amk) és una plana al·luvial de Turquia a la part sud-est del país, al nord-est d'Antioquia. La major part de la plana està ocupada per un llac amb maresmes conegut tradicionalment com a Buhayrat Antakiya (Llac d'Antioquia) i també Buhayrat Yaghra (turc Ak Deniz).
El regne d'Unki (Unqi) al segle ix aC va tenir el seu centre en aquesta zona.
En època clàssica fou coneguda com a Amykès pedion i s'hi van lliurar diverses batalles.
Fou després també teatre de combats entre àrabs i romans d'Orient, i va quedar en poder d'aquestos el 969; diverses fortaleses la protegien de la resta de Síria: Artah, Imm, Harim i Tizin. Fou reconquerida pels seljúcides el 1084 i recuperada pels croats el 1098. La va conquerir finalment l'aiúbida Nur al-Din després de la batalla de Yaghra (1149) localitat al nord del llac. Sota els mamelucs fou inclosa en la província d'Alep i hi va restar agregada en el període otomà.
El francesos la van dominar del 1920 al 1939 quan fou cedida a Turquia amb la resta del sandjak de Hatay (Alexandreta). La principal ciutat és Reyhanlı, a l'est del llac.